# برايان فينلاي
برايان فينلاي (بالإنجليزية: Brian Finlay)‏ هو لاعب اتحاد الرغبي نيوزيلندي، ولد في 7 نوفمبر 1927 في Cromwell, New Zealand ‏ في نيوزيلندا، وتوفي في 9 مارس 1982 في أوكلاند في نيوزيلندا.